# Гіксон (Вісконсин)
Гіксон (англ. Hixon) — місто (англ. town) в США, в окрузі Кларк штату Вісконсин. Населення — 902 особи (2020).

## Демографія
Згідно з переписом 2010 року, у місті мешкало 808 осіб у 254 домогосподарствах у складі 200 родин. Було 281 помешкання
Расовий склад населення:
| - 98,3 % — білих - 0,6 % — корінних американців - 0,1 % — азіатів |

До двох чи більше рас належало 0,7 %. Частка іспаномовних становила 0,7 % від усіх жителів.
За віковим діапазоном населення розподілялося таким чином: 35,4 % — особи молодші 18 років, 55,8 % — особи у віці 18—64 років, 8,8 % — особи у віці 65 років та старші. Медіана віку мешканця становила 30,1 року. На 100 осіб жіночої статі у місті припадало 108,2 чоловіків;  на 100 жінок у віці від 18 років та старших — 101,5 чоловіків також старших 18 років.
Середній дохід на одне домашнє господарство  становив 59 663 долари США (медіана — 43 375), а середній дохід на одну сім'ю — 68 080 доларів (медіана — 51 500). Медіана доходів становила 32 143 долари для чоловіків та 31 875 доларів для жінок. За межею бідності перебувало 18,4 % осіб, у тому числі 22,0 % дітей у віці до 18 років та 9,1 % осіб у віці 65 років та старших.
Цивільне працевлаштоване населення становило 334 особи. Основні галузі зайнятості: виробництво — 23,4 %, освіта, охорона здоров'я та соціальна допомога — 16,8 %, сільське господарство, лісництво, риболовля — 16,5 %.